# René Manaut
René Manaut (París, 23 de setembre de 1891 - 6 de setembre de 1992) fou un polític nord-català, diputat a l'Assemblea Nacional Francesa durant la Tercera República i subsecretari del Govern de França.
Era fill de l'enginyer reusenc Frederic Manaut i cosí de l'aviador Henry Abram.

## Càrrecs
- Diputat dels Pirineus Orientals de 1919 a 1924 i de 1928 a 1932.

- Subsecretari d'Estat en l'Interior del 3 de novembre de 1929 al 21 de febrer de 1930 i del 2 de març al 13 de desembre de 1930 als governs d'André Tardieu (1) i (2).